# Битва при Себастополисе
Битва при Себастополисе (греч. Μάχη της Σεβαστουπόλεως) — решающее сражение одной из арабо-византийских войн, состоявшееся в 692 году вблизи города Себастополис.

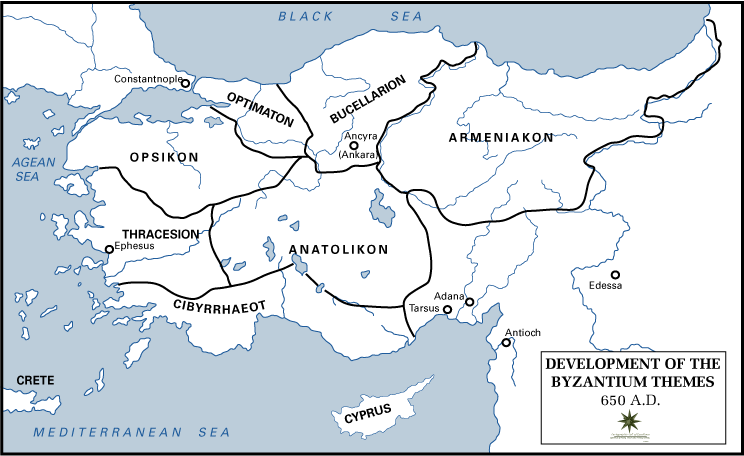
Византийские фемы в Малой Азии. 650 г.

В 691 году возобновилась война между Византией и Омейядским халифатом из-за того, что арабы предложили платить налог за мир монетой своей чеканки, и в 690 Юстиниан II решил переселить часть населения Кипра. Император переселил киприотов в район Кизика, где построил новый город и назвал его «Новый Юстинианополис». Когда халифу Абдул-Малику сообщили о переселении, он посчитал, что византийский император нарушил мирный договор, и приказал своему брату Мухаммеду ибн Марвану вторгнуться в Анатолик. Мухаммед вошел через Мелитену, а затем двинулся к Себастии.
Император Юстиниан II отправил в поход армию под командованием стратига фемы Анатолик Леонтия. Основную часть войск составляли контингенты, набранные в феме Опсикий из переселённых с Балканского полуострова славян, бывшие под началом Небула (Невула). Византийская конница присоединилась к этой армии. Армия двинулась из Никомедии Вифинской на восток и, следуя северным имперским путем, прибыл в Амасию, спустился к Себастии и подошла к Себастополису.
В первом столкновении арабы были разбиты. Тогда «Муамед, тайно снесшись с вождем славян союзником римским, послал к нему колчан набитый деньгами, и, обманувши его многими обещаниями, уговорил перебежать к ним с двадцатью тысячами славян; так он продал свою измену». На следующее утро арабы атаковали и одержали сокрушительную победу. Лев Грамматик писал, что византийцы понесли очень большие потери. После своей победы Мухаммед разграбил весь регион вплоть до Кесарии.
В отместку за измену «Юстиниан истребил всех оставшихся славян с женами, с детьми при Левкатии, месте утесистом и приморском у Никомидийского залива». Стратиг Леонтий впал в немилость и был посажен в тюрьму.